# Carl Wilhelm Otto Rusch
Carl Wilhelm Otto Rusch (* 1836 in Soltau; † nach 1914) war ein deutscher Hof-Goldschmied.

## Leben
Carl Rusch wurde 1836 in der Stadt Soltau im Königreich Hannover als Sohn des Uhrmachers Carl Heinrich Georg Rusch geboren.
Bei seinem Onkel Friedrich Wilhelm von Bestenbostell (* 9. Mai 1799 in Walsrode; 28. Dezember 1870 in Celle) durchlief Carl Rusch eine Ausbildung als „Silberarbeiter“ und begab sich anschließend auf eine vierjährige Wanderschaft, während der er Nordamerika, Wien und Berlin besuchte.
Ab dem 12. August 1862 wurde Rusch bei dem Königlich Hannoverschen Hofjuwelier Hermann Friedrich Wilhelm Bückmann in Hannover tätig, bevor er ab Oktober 1866 im Geschäft der Witwe des Karl Matthias (eigentlich: Johann Karl Matthias jun.) tätig wurde. Mit dem Ziel, das Geschäft der Witwe Matthias zu übernehmen, erwarb Rusch am 21. Januar 1867 das Bürgerrecht der Stadt Hannover sowie das Recht zur Führung des Meistertitels und punzierte eigene Gold- und Silberwaren seitdem teilweise mit den Zeichen RUSCH (im Rechteck) MATTHIAS 12 NACHF.
1897 verlieh der deutsche Kaiser Wilhelm II. in seiner Eigenschaft als König von Preußen Carl Rusch den Titel eines Königlich Preußischen Hofgoldschmiedes. In der Zeitschrift Exlibris wurde der „Ciseleur“ Carl Rusch als „Hofjuwelier I.M der Kaiserin“ geführt. Noch im Ersten Weltkrieg betrieb er die 1768 gegründete Werkstätte in der Straße Langelaube 45.